# Hopak

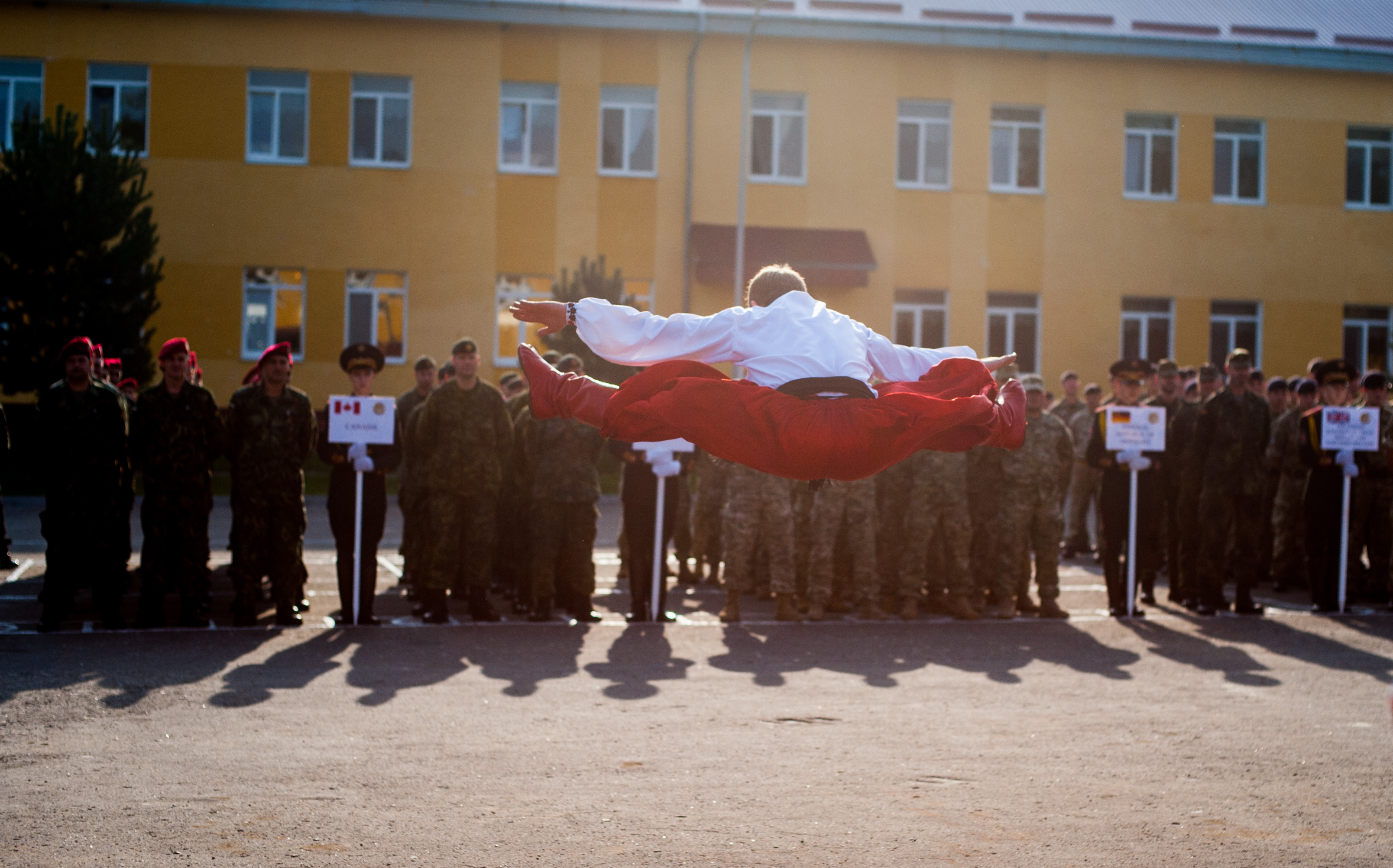
Tanečník hopaku

Hopak je ukrajinský lidový tanec ve dvoučtvrtečním taktu, který začíná klidným tempem a stupňuje se až do divokého reje. Je blízce příbuzný ruskému kozáčku (kazačok). Jako hudební doprovod slouží povětšinou šalmaj, gusle, bubínek s rolničkami a cimbál. Původně šlo o mužský bojový tanec, který vznikl mezi Záporožskými kozáky. Později ho začali tančit i páry, mužští sólisté nebo smíšené skupiny tanečníků. Na západní Ukrajině se tančil v uzavřeném kruhu. Hopak nemá pevnou strukturu kroků, často se při něm improvizuje. Velmi typické jsou pro něj vysoké skoky tanečníků s doširoka roztaženýma nohama. Ženy naopak tančí jednoduché kroky, houpají se, tleskají, nebo vytvářejí kruh pro muže. Hopak ve svých dílech užili Mykola Lysenko, Modest Musorgskij, Nikolaj Rimskij-Korsakov nebo Petr Iljič Čajkovskij.